# ایماری
۳۳°۱۶′ شمالی ۱۲۹°۵۳′ شرقی / ۳۳٫۲۶۷°شمالی ۱۲۹٫۸۸۳°شرقی
ایماری در استان ساگا در کشور ژاپن واقع شده‌است که دارای جمعیت ۵۷٬۶۰۴ نفر و مساحت ۲۵۴٫۹۹ کیلومتر مربع با تراکم جمعیت ۲۲۶ نفر در کیلومترمربع است و در تاریخ ۱ آوریل ۱۹۵۴ به عنوان شهر شناخته شد.